# Scherma ai Giochi della XVI Olimpiade - Spada a squadre maschile
La competizione della spada a squadre maschile  di scherma ai Giochi della XVI Olimpiade si tenne il giorno 28 novembre 1956 al Royal Exhibition Building di Melbourne.

## Risultati

### 1º Turno
Tre gruppi, le prime due squadre classificate accedevano alle semifinali.

#### Gruppo A
Classifica
| Pos. | Nazione       | Vittorie | VI | SI | Incontri          | Incontri                 | Incontri               | Incontri             |
| Pos. | Nazione       | Vittorie | VI | SI | Italia (bandiera) | Gran Bretagna (bandiera) | Stati Uniti (bandiera) | Australia (bandiera) |
| ---- | ------------- | -------- | -- | -- | ----------------- | ------------------------ | ---------------------- | -------------------- |
| 1    | Italia        | 2        | 19 | 13 | X                 | ND                       | 8-8                    | 11-5                 |
| 2    | Gran Bretagna | 2        | 18 | 10 | ND                | X                        | 9-7                    | 9-3                  |
| 3    | Stati Uniti   | 0        | 15 | 17 | 8-8               | 7-9                      | X                      | ND                   |
| 4    | Australia     | 0        | 8  | 20 | 5-11              | 3-9                      | ND                     | X                    |

Incontri
| Atleti (Vittorie individuali)                                                            | Nazione                  | VT     | VT     | Nazione                | Atleti (Vittorie individuali)                                                 |
| ---------------------------------------------------------------------------------------- | ------------------------ | ------ | ------ | ---------------------- | ----------------------------------------------------------------------------- |
| Giuseppe Delfino (4), Franco Bertinetti (3) Alberto Pellegrino (2), Giorgio Anglesio (2) | Italia (bandiera)        | 11     | 5      | Australia (bandiera)   | James Wolfensohn (2), Ivan Lund (1) Keith Hackshall (1), Hilbert Van Dijk (1) |
| Bill Hoskyns (3), Michael Howard (3) Allan Jay (2), René Paul (1)                        | Gran Bretagna (bandiera) | 9      | 7      | Stati Uniti (bandiera) | Skip Shurtz (2), Dick Pew (2) Ralph Goldstein (2), Abe Cohen (1)              |
| Carlo Pavesi (3), Franco Bertinetti (2) Alberto Pellegrino (2), Giorgio Anglesio (1)     | Italia (bandiera)        | 8 (65) | 8 (63) | Stati Uniti (bandiera) | Kin Hoitsma (3), Dick Pew (3) Skip Shurtz (1), Abe Cohen (1)                  |
| René Paul (3), Allan Jay (2) Bill Hoskyns (2), Michael Howard (2)                        | Gran Bretagna (bandiera) | 9      | 3      | Australia (bandiera)   | James Wolfensohn (0), Keith Hackshall (0) Hilbert Van Dijk (1), Ivan Lund (2) |

#### Gruppo B
Classifica
| Pos. | Nazione          | Vittorie | VI | SI | Incontri                    | Incontri            | Incontri          | Incontri            |
| Pos. | Nazione          | Vittorie | VI | SI | Unione Sovietica (bandiera) | Ungheria (bandiera) | Svezia (bandiera) | Colombia (bandiera) |
| ---- | ---------------- | -------- | -- | -- | --------------------------- | ------------------- | ----------------- | ------------------- |
| 1    | Unione Sovietica | 2        | 24 | 8  | X                           | ND                  | 9-7               | 15-1                |
| 2    | Ungheria         | 2        | 23 | 7  | ND                          | X                   | 9-5               | 14-2                |
| 3    | Svezia           | 0        | 12 | 18 | 7-9                         | 5-9                 | X                 | ND                  |
| 4    | Colombia         | 0        | 3  | 29 | 1-15                        | 2-14                | ND                | X                   |

Incontri
| Atleti (Vittorie individuali)                                                        | Nazione                     | VT | VT | Nazione             | Atleti (Vittorie individuali)                                                       |
| ------------------------------------------------------------------------------------ | --------------------------- | -- | -- | ------------------- | ----------------------------------------------------------------------------------- |
| Béla Rerrich (4), Ambrus Nagy (4) Barnabás Berzsenyi (3), József Marosi (3)          | Ungheria (bandiera)         | 14 | 2  | Colombia (bandiera) | Alfredo Yanguas (0), Emiliano Camargo (1) Emilio Echeverry (1), Pablo Uribe (0)     |
| Arnol'd Černuševič (3), Valēntin Čēṙnikov (3) Lev Saychuk (2), Revaz Tsirek'idze (1) | Unione Sovietica (bandiera) | 9  | 7  | Svezia (bandiera)   | Berndt-Otto Rehbinder (2), Carl Forssell (2) Per Carleson (2), Bengt Ljungquist (1) |
| Juozas Ūdras (4), Lev Saychuk (4) Valēntin Čēṙnikov (4), Arnol'd Černuševič (3)      | Unione Sovietica (bandiera) | 15 | 1  | Colombia (bandiera) | Alfredo Yanguas (1), Emiliano Camargo (0) Emilio Echeverry (0), Pablo Uribe (0)     |
| Béla Rerrich (3), József Sákovics (2) Barnabás Berzsenyi (2), Lajos Balthazár (2)    | Ungheria (bandiera)         | 9  | 5  | Svezia (bandiera)   | Per Carleson (2), Carl Forssell (1) John Sandwall (1), Berndt-Otto Rehbinder (1)    |

#### Gruppo C
Classifica
| Pos. | Nazione     | Vittorie | VI | SI | Incontri          | Incontri           | Incontri               | Incontri |
| Pos. | Nazione     | Vittorie | VI | SI | Belgio (bandiera) | Francia (bandiera) | Lussemburgo (bandiera) |          |
| ---- | ----------- | -------- | -- | -- | ----------------- | ------------------ | ---------------------- | -------- |
| 1    | Belgio      | 1        | 11 | 5  | X                 | ND                 | 11-5                   |          |
| 2    | Francia     | 1        | 9  | 6  | ND                | X                  | 9-6                    |          |
| 3    | Lussemburgo | 0        | 11 | 20 | 5-11              | 6-9                | X                      |          |

Incontri
| Atleti (Vittorie individuali)                                                          | Nazione            | VT | VT | Nazione                | Atleti (Vittorie individuali)                                                  |
| -------------------------------------------------------------------------------------- | ------------------ | -- | -- | ---------------------- | ------------------------------------------------------------------------------ |
| François Dehez (3), Roger Achten (3) Ghislain Delaunois (3), Marcel Van Der Auwera (2) | Belgio (bandiera)  | 11 | 5  | Lussemburgo (bandiera) | Émile Gretsch (2), Jean-Fernand Leischen (1) Edy Schmit (2), Roger Theisen (0) |
| Yves Dreyfus (4), René Queyroux (2) Daniel Dagallier (2), Claude Nigon (1)             | Francia (bandiera) | 9  | 6  | Lussemburgo (bandiera) | Émile Gretsch (1), Jean-Fernand Leischen (1) Edy Schmit (3), Roger Theisen (1) |

### Semifinali
Due gruppi, le prime due squadre classificate accedevano al girone finale.

#### Gruppo A
Classifica
| Pos. | Nazione  | Vittorie | VI | SI | Incontri          | Incontri            | Incontri          | Incontri |
| Pos. | Nazione  | Vittorie | VI | SI | Italia (bandiera) | Ungheria (bandiera) | Belgio (bandiera) |          |
| ---- | -------- | -------- | -- | -- | ----------------- | ------------------- | ----------------- | -------- |
| 1    | Italia   | 1        | 17 | 11 | X                 | 9-3                 | 8-8               |          |
| 2    | Ungheria | 1        | 14 | 14 | 3-9               | X                   | 11-5              |          |
| 3    | Belgio   | 1        | 13 | 19 | 8-8               | 5-11                | X                 |          |

Incontri
| Atleti (Vittorie individuali)                                                          | Nazione             | VT     | VT     | Nazione             | Atleti (Vittorie individuali)                                                          |
| -------------------------------------------------------------------------------------- | ------------------- | ------ | ------ | ------------------- | -------------------------------------------------------------------------------------- |
| József Sákovics (4), Barnabás Berzsenyi (3) Lajos Balthazár (2), Béla Rerrich (2)      | Ungheria (bandiera) | 11     | 5      | Belgio (bandiera)   | Ghislain Delaunois (3), Marcel Van Der Auwera (1) Roger Achten (1), François Dehez (0) |
| Ghislain Delaunois (4), Roger Achten (3) François Dehez (1), Jacques Debeur (0)        | Belgio (bandiera)   | 8 (67) | 8 (63) | Italia (bandiera)   | Carlo Pavesi (3), Alberto Pellegrino (2) Giuseppe Delfino (2), Franco Bertinetti (1)   |
| Carlo Pavesi (3), Edoardo Mangiarotti (3) Giuseppe Delfino (2), Alberto Pellegrino (1) | Italia (bandiera)   | 9      | 3      | Ungheria (bandiera) | Béla Rerrich (2), József Sákovics (1) Lajos Balthazár (0), Ambrus Nagy (0)             |

#### Gruppo B
Classifica
| Pos. | Nazione          | Vittorie | VI | SI | Incontri                 | Incontri           | Incontri                    | Incontri |
| Pos. | Nazione          | Vittorie | VI | SI | Gran Bretagna (bandiera) | Francia (bandiera) | Unione Sovietica (bandiera) |          |
| ---- | ---------------- | -------- | -- | -- | ------------------------ | ------------------ | --------------------------- | -------- |
| 1    | Gran Bretagna    | 1        | 10 | 6  | X                        | ND                 | 10-6                        |          |
| 2    | Francia          | 1        | 9  | 7  | ND                       | X                  | 9-7                         |          |
| 3    | Unione Sovietica | 0        | 13 | 19 | 6-10                     | 7-9                | X                           |          |

Incontri
| Atleti (Vittorie individuali)                                               | Nazione                  | VT | VT | Nazione                     | Atleti (Vittorie individuali)                                                           |
| --------------------------------------------------------------------------- | ------------------------ | -- | -- | --------------------------- | --------------------------------------------------------------------------------------- |
| Allan Jay (4), Michael Howard (2) Bill Hoskyns (2), René Paul (2)           | Gran Bretagna (bandiera) | 10 | 6  | Unione Sovietica (bandiera) | Arnol'd Černuševič (2), Lev Saychuk (2) Valentin Vdovichenko (1), Valēntin Čēṙnikov (1) |
| Armand Mouyal (3), René Queyroux (2) Daniel Dagallier (2), Yves Dreyfus (2) | Francia (bandiera)       | 9  | 7  | Unione Sovietica (bandiera) | Arnol'd Černuševič (2), Revaz Tsirek'idze (3) Juozas Ūdras (2), Lev Saychuk (0)         |

### Girone finale
Classifica
| Pos.    | Nazione       | Vittorie | VI | SI | Incontri          | Incontri            | Incontri           | Incontri                 |
| Pos.    | Nazione       | Vittorie | VI | SI | Italia (bandiera) | Ungheria (bandiera) | Francia (bandiera) | Gran Bretagna (bandiera) |
| ------- | ------------- | -------- | -- | -- | ----------------- | ------------------- | ------------------ | ------------------------ |
| Oro     | Italia        | 3        | 35 | 13 | X                 | 10-6                | 15-1               | 10-6                     |
| Argento | Ungheria      | 2        | 25 | 23 | 6-10              | X                   | 9-7                | 10-6                     |
| Bronzo  | Francia       | 1        | 17 | 27 | 1-15              | 7-9                 | X                  | 9-3                      |
| 4       | Gran Bretagna | 0        | 15 | 29 | 6-10              | 6-10                | 3-9                | X                        |

Incontri
| Atleti (Vittorie individuali)                                                          | Nazione             | VT | VT | Nazione                  | Atleti (Vittorie individuali)                                                   |
| -------------------------------------------------------------------------------------- | ------------------- | -- | -- | ------------------------ | ------------------------------------------------------------------------------- |
| Béla Rerrich (3), József Sákovics (3) Lajos Balthazár (2), Barnabás Berzsenyi (1)      | Ungheria (bandiera) | 9  | 7  | Francia (bandiera)       | Armand Mouyal (3), Claude Nigon (2) Yves Dreyfus (2), René Queyroux (0)         |
| Giuseppe Delfino (3), Alberto Pellegrino (3) Carlo Pavesi (2), Edoardo Mangiarotti (2) | Italia (bandiera)   | 10 | 6  | Gran Bretagna (bandiera) | René Paul (2), Bill Hoskyns (2) Michael Howard (1), Allan Jay (1)               |
| Alberto Pellegrino (4), Edoardo Mangiarotti (4) Carlo Pavesi (4), Giuseppe Delfino (3) | Italia (bandiera)   | 15 | 1  | Francia (bandiera)       | Daniel Dagallier (1), Yves Dreyfus (0) Claude Nigon (0), Armand Mouyal (0)      |
| József Sákovics (3), Béla Rerrich (3) Barnabás Berzsenyi (3), Lajos Balthazár (1)      | Ungheria (bandiera) | 10 | 6  | Gran Bretagna (bandiera) | Allan Jay (2), Raymond Paul (2) Bill Hoskyns (1), Michael Howard (1)            |
| Armand Mouyal (3), René Queyroux (2) Claude Nigon (2), Daniel Dagallier (2)            | Francia (bandiera)  | 9  | 3  | Gran Bretagna (bandiera) | Bill Hoskyns (2), Michael Howard (1) René Paul (0), Allan Jay (0)               |
| Alberto Pellegrino (3), Giuseppe Delfino (3) Edoardo Mangiarotti (2), Carlo Pavesi (1) | Italia (bandiera)   | 9  | 3  | Ungheria (bandiera)      | Béla Rerrich (1), József Sákovics (1) Barnabás Berzsenyi (1), József Marosi (0) |